# Sorradile
Sorradile é uma comuna italiana da região da Sardenha, província de Oristano, com cerca de 497 habitantes. Estende-se por uma área de 28 km², tendo uma densidade populacional de 18 hab/km². Faz fronteira com Ardauli, Bidonì, Ghilarza, Nughedu Santa Vittoria, Olzai (NU), Sedilo, Tadasuni.